# Catedral de Bedia
La catedral de Bedia (en georgiano: ბედიის მონასტერი; en abjasio: Бедиатәи аберҭыԥ) es un edificio religioso de la iglesia ortodoxa georgiana situada en Agubedia, en el distrito de Tkvarcheli de la de facto independiente República de Abjasia, aunque su estatus de iure está dentro de la República Autónoma de Abjasia, parte de Georgia. Su origen data del siglo X y se trata de uno de los templos georgianos más importantes de Abjasia.
En 2007, la catedral fue incluida en la lista de monumentos culturales inmuebles de importancia nacional en Georgia.

## Historia
La construcción original data del siglo X y fue consagrada a Nuestra Señora de Blanquerna, siendo consagrada en el año 999 por el rey Bagrat II de Abjasia. Este rey unificó Georgia, convirtiéndose en su primer rey como Bagrat III de Georgia, y cuyos restos mortales descansan en la iglesia. El complejo tiene también una serie de edificios adyacentes de los siglos XIII y XIV: una iglesia de planta cruciforme, los restos de un campanario más allá del nártex norte y las ruinas de un antiguo palacio. El muro sur de la iglesia principal tiene fragmentos de murales, algunos de los cuales son retratos de Bagrat II y miembros de la familia nobiliaria de Mingrelia, los Dadiani. A lo largo de los siglos, la sede episcopal de Bedia fue uno de los centros eclesiásticos, culturales y educativos más importantes de Georgia. El metropolitano Anton Zhuanisdze estableció una rica biblioteca en el monasterio de Bedia, donde se renovaron y restauraron manuscritos antiguos, se tradujeron tratados teológicos y cuya colección se enriqueció con nuevos manuscritos. 

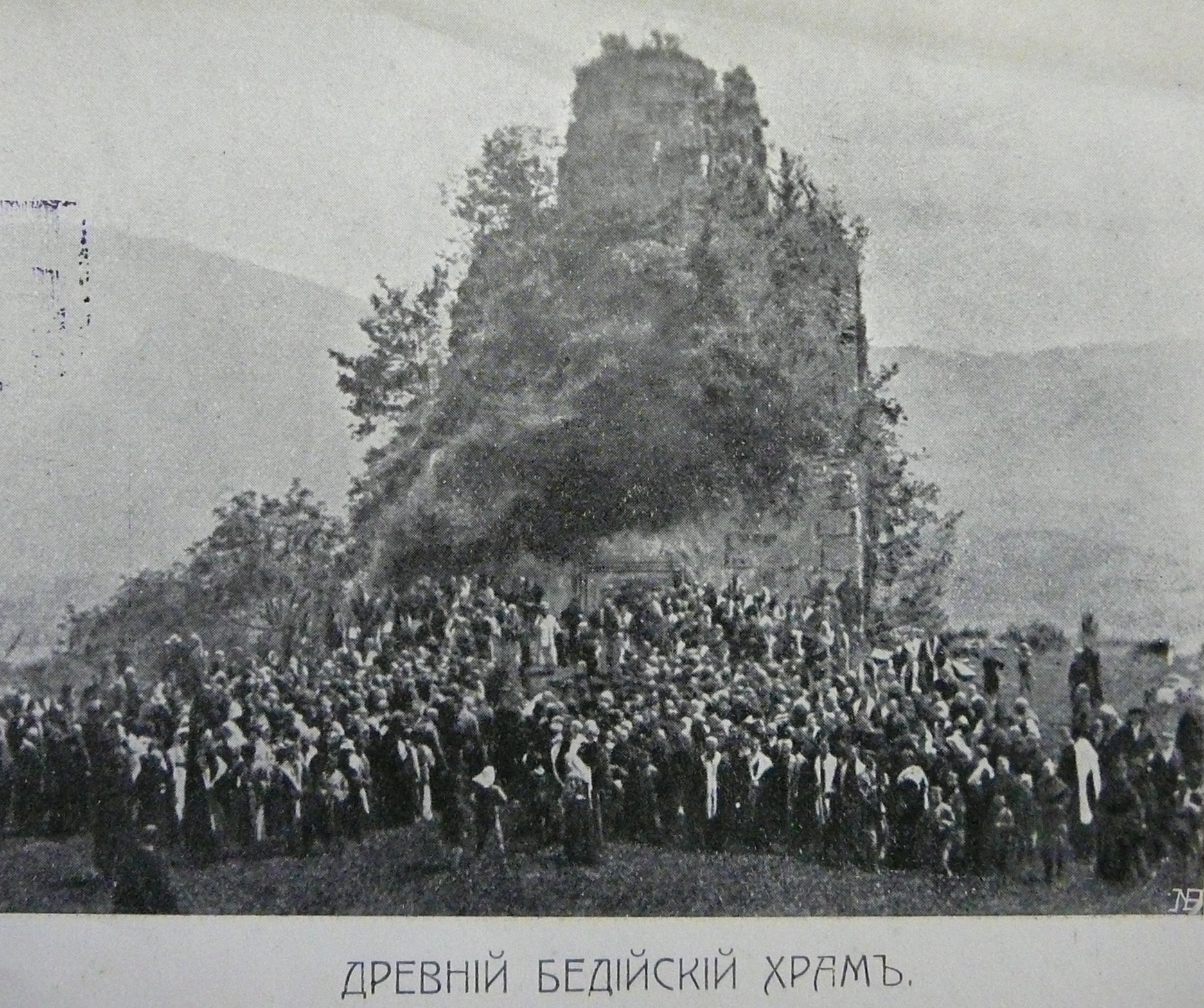
Iglesia en estado ruinoso en el folleto Sobre el templo de Bedia (Sujumi, 1913).

La catedral de Bedia fue el centro de una diócesis dentro del catolicosado de Abjasia (una subdivisión de la Iglesia ortodoxa georgiana) hasta el siglo XVII, aunque resurgió en la segunda mitad del siglo XIX. A finales del siglo XIX, el conjunto ya representaba un edificio de abandono que, aunque cubierto de plantas, conservó gran parte de la cúpula y se protegió mejor la colocación de los ábsides. En el folleto “Sobre el templo de Bedi” publicado en 1912-1913 en Sujumi, se informó, en particular:
"No se sabe exactamente cuándo comenzó exactamente el declive de la magnífica Bedia y por qué se abandonó el templo de Bedia. Sin embargo, la iglesia en sí, sin duda, permaneció intocable durante mucho tiempo, pues a principios del siglo XIX fue posible reanudar el culto en ella; fue en 1816; También es imposible decir con certeza cuánto duró este renacimiento, pero significa que el hermoso templo de Bedia todavía estaba intacto e involuntariamente atraído hacia sí mismo."
La cuestión del renacimiento de la catedral de Bedia fue planteada en 1912 por el obispo Andrei de Sujumi, quien organizó una peregrinación masiva a ella. Posteriormente, a principios del siglo XX monjes y monjas rusos retiraron totalmente la cúpula dañada y sacaron las piedras fácilmente removibles con el objetivo de “renovar” la iglesia.
El complejo monástico de Bedia es un símbolo de unidad e indivisibilidad de Georgia, de gran valor simbólico para este país en su conflicto en Abjasia. Actualmente la catedral está siendo restaurada de forma controversial por las autoridades abjasias, ya que Georgia les acusa de usar la restauración como pretexto para borrar el pasado georgiano del templo (como dicen que ya ocurrió en la Iglesia de San Jorge de Ilori).

## Arquitectura

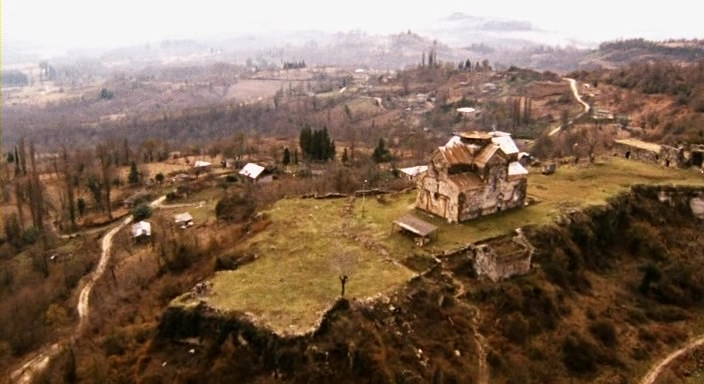
Vista aérea de la catedral de Bedia

El conjunto catedralicio consta de varias estructuras, tratándose de un ejemplo típico de arquitectura georgiana en la Edad Media. La iglesia principal es la iglesia de la Virgen, erigida en el centro del patio monástico y que sufrió transformaciones considerables entre los siglos XIII al XV. Se trata de una iglesia en cruz con cúpula, también llamada iglesia en cruz inscrita, con una cúpula formada por 14 caras mediante velas, cuyo exterior contiene también el mismo número de ventanas. La cúpula se basa en dos pilares independientes en el oeste y en los ábsides en el este en el cruce de los brazos de la cruz. El brazo oriental de la cruz remata en un ábside, mientras que los brazos restantes son rectangulares. El espacio que queda entre los brazos de la cruz se llena con almacenes de dos pisos ubicados junto a los ábsides en el este y con espacios adicionales en el oeste. La galería superior se ubica en el segundo piso de las naves norte y sur, y se puede subir por una escalera. La iglesia tiene tres entradas y, aunque se conservan todas la ventanas de la iglesia, todas están dañadas y no tienen adornos.
Las fachadas de la iglesia de Bedia, sus murales interiores y los objetos eclesiásticos conservan inscripciones en escritura asomtavruli, que aportan evidencias sobre la construcción, renovación y restauración de la iglesia. En el interior de la iglesia se conservan tres capas de decoración mural, que datan de los siglos X-XI, XIII-XIV y XVI-XVII, lo cual explica su tosca decoración interior. Aparte de Bagrat III, el primer rey del Reino de Georgia tras su unificación, su madre la reina Gurandujt de Abjasia también está enterrada en Bedia.
El complejo estaba rodeado por un muro en el que hay un campanario de los siglos XII-XIV, cuya planta baja funciona como puerta de entrada al monasterio mientras que por el sur se adosa el palacio episcopal. En su lado oeste, en la fachada, hay una inscripción en la que se menciona a Jorge I Dadiani y al rey Constantino I de Georgia. El edificio de la portada y el campanario se une al palacio y se percibe como un todo. Al oeste se encuentra lo que queda del Palacio Episcopal que usaban los metropolitanos de Bedia. La estructura consta de dos pisos (hoy en día el segundo país está casi destruido y sólo quedan fragmentos de la esquina noroeste y el muro occidental) y fue construido en el siglo XVI en tiempos de Anton Zhuanisdze, metropolitano de Bedia. Esto está mencionado en una de las inscripciones de sus piedras, en las que también se menciona que es obra del constructor Kirile Zhuanidze. El techo entre pisos se reparó durante la restauración de 1968-69, se hormigonó el piso y sobre él se dispuso un estrato de aislamiento a partir de una capa delgada de alquitrán, que evita que el primer piso tenga filtraciones de agua.